# ASPTT Nancy
ASPTT Nancy é um clube de polo aquático da cidade de Nancy, França.

## História
O clube foi fundado em 1973. 

## Títulos
- Liga Francesa Feminina de Polo aquático
  - 1994, 1995, 1996, 1997, 1998, 2000, 2001, 2002, 2003, 2004, 2005, 2006, 2008